# Équipe du Sénégal masculine de basket-ball
Cet article traite de l'équipe masculine. Pour l'équipe féminine, voir Équipe du Sénégal féminine de basket-ball.
Maillots
Actualités
L'équipe du Sénégal de basket-ball est la sélection de joueurs sénégalais. Elle est placée sous l'égide de la Fédération sénégalaise de basket-ball.

« Nous avons rêvé avec les Lions du football ; voici que d'autres Lions surgissent du côté du basket-ball et se mettent à rugir dans la savane »[réf. nécessaire].

— Abdoulaye Wade, Président du Sénégal.

## Palmarès
Le Sénégal a remporté à cinq reprises le Championnat d'Afrique des nations. La sélection sénégalaise a participé à 4 championnats du monde et n'a plus participé aux Jeux Olympiques depuis 1980.

## Parcours aux Jeux olympiques
- 1964 : non qualifié
- 1968 : 15e
- 1972 : 15e
- 1976 : non qualifié
- 1980 : 11e
- 1984 : non qualifié
- 1988 : non qualifié
- 1992 : non qualifié
- 1996 : non qualifié
- 2000 : non qualifié
- 2004 : non qualifié
- 2008 : non qualifié
- 2012 : non qualifié
- 2016 : non qualifié

3 participations.

## Parcours aux Championnats du Monde
- 1950 : non qualifié
- 1954 : non qualifié
- 1959 : non qualifié
- 1963 : non qualifié
- 1967 : non qualifié
- 1970 : non qualifié
- 1974 : non qualifié
- 1978 : 14e
- 1982 : non qualifié
- 1986 : non qualifié
- 1990 : non qualifié
- 1994 : non qualifié
- 1998 : 15e
- 2002 : non qualifié
- 2006 : 22e
- 2010 : non qualifié
- 2014 : 16e

4 participations.

## Parcours aux Championnats d'Afrique des Nations
- 1962 : -
- 1964 : 5e
- 1965 : 4e
- 1968 :  Champion
- 1970 :  2e
- 1972 :  Champion
- 1974 :  2e
- 1975 :  2e
- 1978 :  Champion
- 1980 :  Champion
- 1981 : 5e
- 1983 :  3e
- 1985 : 4e
- 1987 : 6e
- 1989 :  3e
- 1992 :  2e
- 1993 :  3e
- 1995 :  2e
- 1997 :  Champion
- 1999 : 7e
- 2001 : 8e
- 2003 : 5e
- 2005 :  2e
- 2007 : 9e
- 2009 : 7e
- 2011 : 5e
- 2013 :  3e
- 2015 : 4e
- 2017 :  3e
- 2021 :  3e

| Or | Argent | Bronze | Total |
|    |        |        | Total |
| 5  | 6      | 6      | 17    |

## Parcours auxJeux panafricains
- 1965 :  2e
- 1973 : -
- 1978 :  Champion
- 1987 :  2e
- 1991 :  3e
- 1995 : -
- 1999 : -
- 2003 :  2e
- 2007 : -
- 2011 : -

| Or | Argent | Bronze | Total |
|    |        |        | Total |
| 1  | 3      | 1      | 5     |

## Équipe actuelle
Effectif pour l'Afrobasket 2025.
| Numéro | Joueur              | Poste | Naissance        | Taille | Club 2024-2025        |
| ------ | ------------------- | ----- | ---------------- | ------ | --------------------- |
|        | Brancou Badio       | 4     | 17 février 1999  | 1,88 m | Valencia BC           |
|        | Karim Mané          | 1     | 16 mai 2000      | 1,96 m | Surge de Calgary      |
|        | Jean Jacques Boissy | 1     | 28 janvier 2000  | 1,83 m | Bulls de Windy City   |
|        | Babacar Diallo      | 4     | 30 décembre 2000 | 2,00 m | High Point University |
|        | Pape Moustapha Diop | 3     | 19 janvier 1996  | 2,04 m | JA Vichy Basket       |
|        | Ousmane Ndiaye      | 5     | 19 mars 2004     | 2,10 m | Vanoli Basket Cremona |
|        | Makhtar Guèye       | 4     | 7 janvier 1997   | 2,08 m | Basquete Unifacisa    |
|        | Amar Sylla          | 4     | 1er octobre 2001 | 2,06 m | Bilbao Basket         |
|        | Gora Camara         | 5     | 12 avril 2001    | 2,14 m | Rimini Basket         |
|        | Ibrahima Fall Faye  | 4/5   | 10 janvier 1997  | 2,09 m | Shanxi Loongs         |
|        | Ibou Badji          | 5     | 13 octobre 2002  | 2,16 m |                       |
|        | Ibrahima Diallo     | 5     | 8 mars 1999      | 2,13 m | Spurs d'Austin        |

## Membres notables de l'équipe
Joueurs célèbres
- DeSagana Diop
- Etienne Preira
- Boniface N'Dong
- Souleymane Wane
- Xane d'Almeida
- Gorgui Dieng
- Pape Sow
- Thomas Neret
- Noah Sainte-Foie

Anciennes gloires
- Abdou N'Diaye
- Papa M'ballo Seck
- Babacar Seck
- Mathieu Faye
- Moussa Sene
- Aly Ngoné Niang
- Makhtar N'Diaye
- Etienne Preira
- Ibrahima Niang "Ibou"
- Boubacar Aw
- Malick Fall
- Massamba Gueye

Sélectionneurs successifs
- Abdou N'Diaye
- Juin 2006-Juin 2012 : Moustapha Gaye
- Juin 2012-Février 2016 : Cheikh Sarr
- Depuis février 2016 : Porfirio Fisac de Diego[2]
- ? : Cheikh Sarr
- Octobre 2020-Juillet 2022 :  /  Boniface N’Dong[3]
- Juillet 2022-: Ngagne DeSagana Diop[4]